# 戸田政康
戸田政康（とだ まさやす、1946年 - ）は政治団体の「がんばろう、日本!」国民協議会（旧マルクス主義青年同盟）代表。

## 略歴
- 1965年　日本大学法学部入学。在学中、全共闘に参加
- 1987年　民主統一同盟代表就任
- 1999年　「がんばろう、日本！」国民協議会代表就任